# Tino Thömel
Tino Thömel (Berlín, Alemania, 6 de junio de 1988) es un ciclista alemán que fue profesional entre 2011 y 2018.

## Palmarés
2010 (como amateur)
- Gran Premio de Fráncfort sub-23
- 1 etapa del Tour de Berlín

2011
- 1 etapa del Tour de Normandía
- 2 etapas de la Tour de Grecia
- 1 etapa del Szlakiem Grodów Piastowskich
- 1 etapa del Oberösterreichrundfahrt

2012
- 1 etapa del Szlakiem Grodów Piastowskich

2013
- 1 etapa del Tour de Normandía
- Tour de Loir-et-Cher, más 3 etapas
- 1 etapa del Szlakiem Grodów Piastowskich

2014
- 1 etapa del Tour de China I

2015
- 1 etapa del Tour de Taiwán
- 1 etapa del Tour de Corea
- 1 etapa del Tour de Hainan
- 1 etapa del Tour de Yancheng

2016
- 1 etapa del Tour de China II

2017
- 1 etapa del Tour de Ucrania[1]